# Râul La Iazul cel Mare
Râul La Iazul cel Mare este un curs de apă, afluent al râului Jijia. 